# Verónika Mendoza

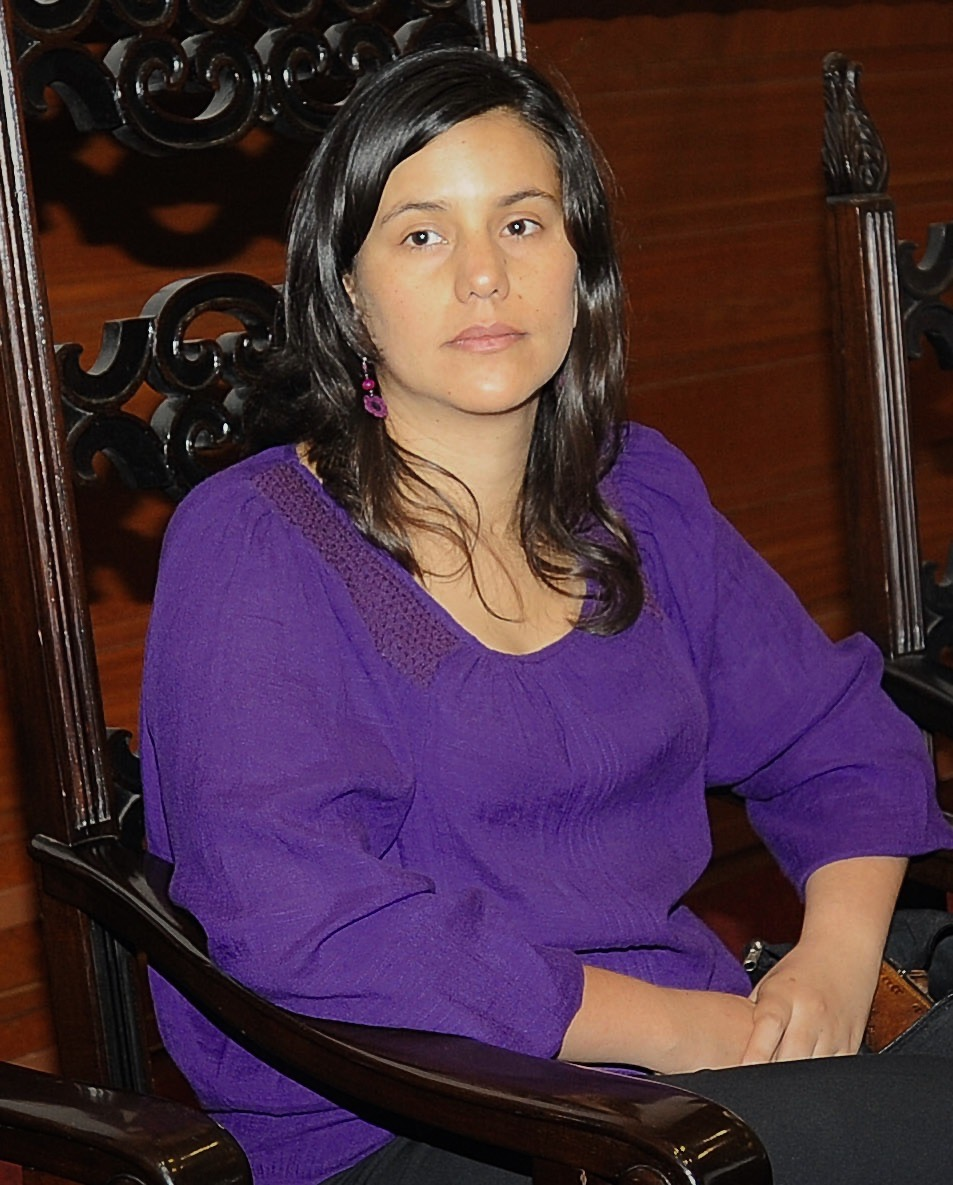
Verónika Mendoza Frisch, 2012

Verónika Fanny Mendoza Frisch (Cuzco, Perú, 9 de desembre de 1980) és una psicòloga i política peruana. És Congressista de la República del Perú per al període 2011-2016 per la regió de Cuzco. Candidata a la presidència del Perú per la coalició Front Ampli.

## Biografia
Va néixer en el districte de Sant Sebastià de la Província del Cuzco. Filla de Marcelino Mendoza Sánchez i de la ciutadana francesa Gabrielle Marie Frisch D'Adhemar. Verónika compta amb dues nacionalitats: la peruana i la francesa.
Va estudiar en el Col·legi Verge del Carmen de la ciutat de Cusco i va realitzar els seus estudis universitaris de Psicologia en la Facultat de Ciències Humanes Clíniques de la Universitat de París VII Denis Diderot, a París, França, on va obtenir el títol de llicenciada en psicologia en 2003.
Va estudiar un màster en Ciències socials a la Universitat Sorbona Nova-París 3, que va culminar en 2006, i un Màster en Educació d'espanyol com a segona llengua a la Universitat Nacional d'Educació a Distància de Madrid, Espanya. Posteriorment, va treballar com a professora d'espanyol en l'Institut Acadèmia de París, en l'Associació Pukllasunchis de Cuzco i com a docent de diplomat a la Universitat Nacional de l'Altiplà-Puno.
En el pla polític, es va incorporar com a militant al Partit Nacionalista Peruà, en el qual va complir funcions com a coordinadora de comitès de suport internacional (2007), secretària de premsa de joventuts (2009) i portaveu de la comissió de la dona (des de 2010).
En les eleccions parlamentàries realitzades a Perú el 10 d'abril de 2011 va postular com a candidata al Congrés per la circumscripció de Cuzco per Gana Perú. Va obtenir 47 088 vots preferencials, amb el que va resultar electa congressista per al període 2011-2016. En 2011, va assumir la Vicepresidència de la Comissió de Cultura i Patrimoni Cultural, és membre titular en la comissió de Pobles Andins, Amazónicos i Afroperuanos, Ambient i Ecologia; i a més, va ser coordinadora de torn de la representació parlamentària del Cuzco. Durant la present legislatura ha assumit la Presidència de la Comissió de Descentralització.
La congressista va renunciar a la bancada de Gana Perú el dia dilluns 4 de juny de 2012, a causa dels successos de Espinar-Cuzco, passant poc després a formar part de la Bancada d'Acció Popular-Front Ampli. Va ser és candidata a la Presidència de la República pel Front Ampli a les eleccions generals peruanes de 2016 després de guanyar les eleccions internes d'aquesta coalició a l'octubre de 2015.
Des del desembre del 2016 va organitzar el Moviment Nou Perú, i el 10 de juliol de 2017 es van separar 10 congressistes del Front Ampli i el Congrés Fundacional del moviment es va celebrar el 9 i 10 de desembre del 2017.
Amb la convocatòria d'eleccions legislatives peruanes de 2020, Nou Perú i Junts pel Perú va participar coaligats, sense obtenir el 5% de vots vàlids requerits per obtenir representació parlamentària.